# Renia bipunctata
Renia bipunctata är en fjärilsart som beskrevs av William James Kaye 1901. Renia bipunctata ingår i släktet Renia och familjen nattflyn. Inga underarter finns listade.